# Nava de Sotrobal
Nava de Sotrobal è un comune spagnolo di 216 abitanti situato nella comunità autonoma di Castiglia e León.